# 郭曲 (歌手)
郭曲艺名Panta.Q，是中国大陆电音创作人，男歌手，DJ。毕业于美国伯克利音乐学院，代表作《对不起》、《熊猫人》、《話語》。以音乐人的身份登上了福布斯中国2018年30位30岁以下精英榜中的音乐榜。凭借《对不起》获得“网易云音乐2018年度电音音乐人”。
2020年5月，参加相信未来义演。
2021年10月，Panta.Q成为DJ Mag全球百大DJ排名第69位，是中国籍艺人迄今为止最好的成绩。